# Film in 2000
Dit artikel gaat over de film in het jaar 2000. Bekende films uit 2000 zijn Gladiator, het vervolg op Mission: Impossible en Meet the Parents. Gladiator won vijf Oscars.

## Gebeurtenissen
- 9 februari – The Million Dollar Hotel, een film die mede werd geschreven door de U2 leadzanger Bono, gaat in première op het Berlin Film Festival. In de film spelen Mel Gibson en Milla Jovovich, en werd geregisseerd door Wim Wenders. Dezelfde Wim Wenders komt later dat jaar met de historische documentaire Buena Vista Social Club over een groep bejaarde Cubaanse muzikanten, die door Ry Cooder alsnog tot wereldroem worden gebracht.
- 19 november – Michael Douglas trouwt met Catherine Zeta-Jones.
- De martial arts film Crouching Tiger, Hidden Dragon werd het de eerste succesvolle Aziatische actiefilm op de Amerikaanse markt. De film bracht het meest op van alle ondertitelde films ooit die in de bioscoop draaiden.
- Eerst uitreiking van de IIFA-Awards vindt plaats in Londen.

## Succesvolste films
De tien films uit 2000 die het meest opbrachten.
| Plaats | Titel                  | Distributeur       | Opbrengst wereldwijd | Opbrengst in de Verenigde Staten en Canada |
| ------ | ---------------------- | ------------------ | -------------------- | ------------------------------------------ |
| 1.     | Mission: Impossible II | Paramount Pictures | $546.388.105         | $215,4 miljoen                             |
| 2.     | Gladiator              | Dreamworks         | $457.640.427         | $187,7 miljoen                             |
| 3.     | Cast Away              | 20th Century Fox   | $429.632.142         | $233,6 miljoen                             |
| 4.     | What Women Want        | Paramount Pictures | $374.111.707         | $182,8 miljoen                             |
| 5.     | Dinosaur               | Buena Vista        | $349.822.765         | $137,7 miljoen                             |
| 6.     | The Grinch             | Universal Pictures | $345.141.403         | $260,0 miljoen                             |
| 7.     | Meet the Parents       | Universal Pictures | $330.444.045         | $166,2 miljoen                             |
| 8.     | The Perfect Storm      | Warner Bros.       | $328.718.434         | $182,6 miljoen                             |
| 9.     | X-Men                  | 20th Century Fox   | $296.339.527         | $157,3 miljoen                             |
| 10.    | What Lies Beneath      | Dreamworks         | $291.420.351         | $155,5 miljoen                             |

## Prijzen
Academy Awards
Beste film: Gladiator
Beste regie: Steven Soderbergh – Traffic
Beste acteur: Russell Crowe – Gladiator
Beste actrice: Julia Roberts – Erin Brockovich
Beste mannelijke bijrol: Benicio del Toro – Traffic
Beste vrouwelijke bijrol: Marcia Gay Harden – Pollock
Beste niet-Engelstalige film: Crouching Tiger, Hidden Dragon (Wo hu cang long), geregisseerd door Ang Lee (Taiwan)
Golden Globe Awards
Drama
Beste film: Gladiator
Beste acteur: Tom Hanks – Cast Away
Beste actrice: Julia Roberts – Erin Brockovich
Musical of komedie
Beste film: Almost Famous
Beste acteur: George Clooney – O Brother, Where Art Thou?
Beste actrice: Renée Zellweger – Nurse Betty
Overig
Beste regisseur: Ang Lee – Crouching Tiger, Hidden Dragon
Beste niet-Engelstalige film: Crouching Tiger, Hidden Dragon (Taiwan)
BAFTA Awards
Beste film: Gladiator
Beste acteur: Jamie Bell
Beste actrice: Julia Roberts
Palme d'Or (Filmfestival van Cannes):
Dancer in the Dark, geregisseerd door Lars von Trier (Denemarken)

## Lijst van films
Overzicht van alle bekende films die in première gingen in 2000.
- 101 Reykjavík
- 102 Echte Dalmatiërs (Engels: 102 Dalmatians)
- A Diva's Christmas Carol
- A Time for Dancing
- The Adventures of Rocky & Bullwinkle
- Almost Famous
- American Psycho
- Amores perros
- Battlefield Earth
- Bedazzled
- Before Night Falls
- Big Momma's House
- Billy Elliot
- Bless the Child
- Bring It On
- Buzz Lightyear of Star Command: The Adventure Begins
- Cast Away
- The Cell
- Center Stage
- Charlie's Angels
- Chicken Run
- Chocolat
- The Circle
- Coyote Ugly
- Crouching Tiger, Hidden Dragon
- Dancer in the Dark
- Digimon: The Movie
- Dinosaur
- Drôle de Félix
- Dungeons & Dragons
- Erin Brockovich
- Escaflowne: The Movie
- Faat Kiné
- The Family Man
- Final Destination
- Finding Forrester
- For Love or Country: The Arturo Sandoval Story
- Gangster No. 1
- Ginger Snaps
- Girlfight
- Gladiator
- Godzilla vs. Megaguirus
- Gone in 60 Seconds
- Le Goût des autres
- The Grinch
- Hanging Up
- Happy Times
- Hollow Man
- How to Kill Your Neighbor's Dog
- In the Mood for Love
- The Isle
- Italian for Beginners
- Ivans Xtc
- Keizer Kuzco (Engels: The Emperor's New Groove)
- Malèna
- Me, Myself & Irene
- Meet the Parents
- Memento
- The Million Dollar Hotel
- Miss Congeniality
- Mission: Impossible II
- Mission to Mars
- The Next Best Thing
- Nurse Betty
- Nutty Professor II: The Klumps
- O Brother, Where Art Thou?
- Our Song
- The Patriot
- The Perfect Storm
- Los Pintín al rescate
- Pitch Black
- Pokémon 3: In de greep van Unown (première in Japan in 2000)
- Pollock
- The Price of Milk
- Quills
- Ratjetoe in Parijs (Engels: Rugrats in Paris: The Movie)
- Relative Values
- Remember the Titans
- Requiem for a Dream
- The Road to El Dorado
- Road Trip
- Romeo Must Die
- Rules of Engagement
- Sade
- Scary Movie
- Scream 3
- Shaft
- Shadow of the Vampire
- Shanghai Noon
- Sinbad: Beyond the Veil of Mists
- Snatch
- The Song of Tibet
- Space Cowboys
- The Tao of Steve
- Thirteen Days
- Tillsammans
- Time of Favor
- Thomas and the Magic Railroad
- Titan A.E.
- Traffic
- You Can Count on Me
- U-571
- Unbreakable
- Up at the Villa
- Vatel
- What Lies Beneath
- What Women Want
- The Whole Nine Yards
- Wonder Boys
- X-Men
- Yûreka

### Lijst van Nederlandse films
- Babs
- Bij ons in de Jordaan (mini-serie)
- De Fûke
- Father and Daughter (animatie)
- Lek
- Mariken
- De omweg
- Ochtendzwemmers
- Rent a Friend
- De stilte van het naderen
- De Vriendschap
- Wilde Mossels

## Geboren
- 30 augustus – Talia Lanning, die een van de dochters speelde van Peter Sellers in de film The Life and Death of Peter Sellers

## Overleden
| Datum       | Naam              | Leeftijd | Beroep                                    |
| ----------- | ----------------- | -------- | ----------------------------------------- |
| 10 januari  | Sam Jaffe         | 98       | producent, studio executive, talent agent |
| 19 januari  | Hedy Lamarr       | 86       | actrice                                   |
| 11 februari | Roger Vadim       | 72       | Franse regisseur                          |
| 16 februari | Marceline Day     | 81       | Amerikaanse actrice                       |
| 6 maart     | John Colicos      | 71       | Canadese acteur                           |
| 20 maart    | Gene Eugene       | 38       | acteur, zanger                            |
| 27 maart    | Ian Dury          | 57       | Engelse muzikant en acteur                |
| 21 mei      | Sir John Gielgud  | 96       | Engelse acteur                            |
| 25 mei      | Nicholas Clay     | 53       | Engelse acteur                            |
| 29 juni     | Vittorio Gassmann | 78       | Italiaanse acteur                         |
| 1 juli      | Walter Matthau    | 79       | Amerikaanse acteur                        |
| 5 augustus  | Sir Alec Guinness | 86       | Engelse acteur                            |
| 12 augustus | Loretta Young     | 87       | actrice                                   |

1870-1879 · 1880-1889 · 1890 · 1891 · 1892 · 1893 · 1894 · 1895 · 1896 · 1897 · 1898 · 1899 · 1900 · 1901 · 1902 · 1903 · 1904 · 1905 · 1906 · 1907 · 1908 · 1909 · 1910 · 1911 · 1912 · 1913 · 1914 · 1915 · 1916 · 1917 · 1918 · 1919 · 1920 · 1921 · 1922 · 1923 · 1924 · 1925 · 1926 · 1927 · 1928 · 1929 · 1930 · 1931 · 1932 · 1933 · 1934 · 1935 · 1936 · 1937 · 1938 · 1939 · 1940 · 1941 · 1942 · 1943 · 1944 · 1945 · 1946 · 1947 · 1948 · 1949 · 1950 · 1951 · 1952 · 1953 · 1954 · 1955 · 1956 · 1957 · 1958 · 1959 · 1960 · 1961 · 1962 · 1963 · 1964 · 1965 · 1966 · 1967 · 1968 · 1969 · 1970 · 1971 · 1972 · 1973 · 1974 · 1975 · 1976 · 1977 · 1978 · 1979 · 1980 · 1981 · 1982 · 1983 · 1984 · 1985 · 1986 · 1987 · 1988 · 1989 · 1990 · 1991 · 1992 · 1993 · 1994 · 1995 · 1996 · 1997 · 1998 · 1999 · 2000 · 2001 · 2002 · 2003 · 2004 · 2005 · 2006 · 2007 · 2008 · 2009 · 2010 · 2011 · 2012 · 2013 · 2014 · 2015 · 2016 · 2017 · 2018 · 2019 · 2020 · 2021 · 2022 · 2023 · 2024 · 2025